# Raul Siem
Raul Siem (* 5. Juni 1973) ist ein estnischer Unternehmer, Jurist und Politiker. Vom 21. April 2020 bis 26. Januar 2021 war er Minister für Außenhandel und Informationstechnologie der Republik Estland im Kabinett Ratas II.

## Leben
Raul Siem absolvierte zunächst die Polizeischule im westestnischen Paikuse. Er schloss 1996 sein Studium an der Estnischen Sicherheitsakademie (Eesti Riigikaitse Akadeemia) ab. 2002 graduierte er im Fach Rechtswissenschaft an der Tallinner Außenstelle der Universität Tartu.
Von 1999 bis 2007 arbeitete Raul Siem beim Estnischen Steueramt (maksuamet). Von 2007 bis 2011 war er stellvertretender Direktor des Gefängnisses von Tallinn. Von 2011 bis 2018 war Siem als Anwalt in der Rechtsanwaltskanzlei Hansa Law tätig. 2018 gründete er sein eigenes Rechtsberatungsbüro.

### Politik
Im August 2016 schloss sich Siem der rechtspopulistischen Estnischen Konservativen Volkspartei (Eesti Konservatiivne Rahvaerakond – EKRE) an. 2017 zog Siem für die Partei in den Gemeinderat von Rae ein.
Mit Eintritt der EKRE in die Koalitionsregierung von Ministerpräsident Jüri Ratas nach der Parlamentswahl 2019 wurde Raul Siem Berater des estnischen Innenministers Mart Helme, der gleichzeitig EKRE-Parteivorsitzender war. Nachdem sich der von der EKRE benannte Minister für Außenhandel und Informationstechnologie, der parteilose Kaimar Karu, nach sechs Monaten im Amt mit Parteichef Mart Helme überworfen hatte, nominierte die Partei Raul Siem zu dessen Nachfolger. Raul Siem trat sein Ministeramt am 21. April an.

### Privates
Raul Siem ist verheiratet und hat drei Kinder.